# Amebelodon
Amebelodon (лат., от ἄμη «заступ», βέλος «метательный снаряд» и ὀδούς «зуб») — род вымерших млекопитающих отряда хоботных.
Отличительной особенностью является наличие нижних узких продолговатых и сплюснутых бивней. Появился в Северной Америке 9 или 8 миллионов лет назад и вымер 6 миллионов лет назад. В позднем миоцене Amebelodon через Берингов пролив перебрался в Азию, на территорию современного Китая. Питались Amebelodon исключительно водной растительностью и, когда из-за потепления климата пересохли реки, вымерли.

## Виды
В роду два вида:
- A. britti
- A. cyrenaicus
- A. floridanus
- A. fricki

Виды различались по размерам. Аmebelodon floridanus был меньше индийского слона, тогда как вид A. britti имел высоту 2,5—3 метра в плечах и весил 7 тонн.

## Палеобиология
Amebelodon имел две пары бивней. На верхней челюсти они были короткими, тонкими и развёрнутыми. Нижние бивни походили на лопаты и в этом отношении Amebelodon сильно напоминал платибелодона. Бивни служили для копания или для того, чтобы вытаскивать водные растения. А верхние бивни помогали добывать кору.